# Andrea Palazzi
Andrea Palazzi (Milánó, 1996. február 24. –) olasz labdarúgó, a Palermo középpályása kölcsönben a Monza csapatától.

## Pályafutása

### Klubcsapatokban

#### Internazionale
2003-től az Internazionale együttesénél nevelkedett, és a 2014–15-ös szezontól részt vett a felnőtt csapat mérkőzésein. 2014. november 6-án debütált az Inter színeiben a Saint-Étienne elleni Európa-liga mérkőzésen. 2020-ig az együttest erősítette, de közben több csapathoz is kölcsönbe került.

#### Kölcsönben
2015-tól a Livorno, 2016-tól a Pro Vercelli, 2017 és 2019 között a Pescara csapatában játszott. 2019 januárjától a Monzát erősítette.

### A válogatottban
2013-ban debütált az olasz U17-es válogatottban, és ezüstérmet szerzett az U17-es Európa-bajnokságon.